# Germersheim (stacja kolejowa)
Germersheim (niem.: Bahnhof Germersheim) – stacja kolejowa w Germersheim, w kraju związkowym Nadrenia-Palatynat, w Niemczech. Według DB Station&Service ma kategorię 5. Węzeł kolejowy na linii Schifferstadt – Wörth i Bruchsal – Germersheim. Stacja znajduje się w obszarze sieci Karlsruher Verkehrsverbund (KVV) i należy do strefy taryfowej 575.

## Linie kolejowe
- Linia Schifferstadt – Wörth
- Linia Bruchsal – Germersheim
- Linia Germersheim – Landau

## Połączenia
| Linia | Trasa | Takt                 |
| ----- | --- | -------------------- |
| RE 1  | Germersheim – Speyer Hbf – Ludwigshafen (Rhein) Mitte – Mannheim Hbf – Heidelberg Hbf – Eberbach – Mosbach-Neckarelz – Bad Friedrichshall Hbf – Neckarsulm – Heilbronn Hbf | jeden pociąg Pon–Pią |
| RE4   | Mainz Hbf – Worms Hbf – Frankenthal (Pfalz) Hbf – Ludwigshafen (Rhein) Hbf – Schifferstadt – Speyer Hbf – Germersheim – Graben-Neudorf – Karlsruhe Hbf                     | 120 min              |
| RB49  | Ludwigshafen (Rhein) BASF – Ludwigshafen (Rhein) Hbf – Schifferstadt – Speyer Hbf – Germersheim (– Bellheim – Rülzheim – Rheinzabern – Jockgrim – Wörth (Rhein))           | pojedyncze pociągi   |
| RB49  | Germersheim – Philippsburg (Baden) – Graben-Neudorf – Bruchsal | pojedyncze pociągi   |
| S3    | Karlsruhe Hbf – Bruchsal – Heidelberg Hbf – Mannheim Hbf – Ludwigshafen (Rhein) Hbf – Schifferstadt – Speyer Hbf – Germersheim                                             | 60 min               |
| S33   | Bruchsal – Graben-Neudorf – Philippsburg (Baden) – Germersheim | 60 min               |
| S4    | Bruchsal – Heidelberg Hbf – Mannheim Hbf – Ludwigshafen (Rhein) Hbf – Schifferstadt – Speyer Hbf – Germersheim                                                             | 60 min               |
| S51   | Karlsruhe Marktplatz – Karlsruhe Hbf (Vorplatz) – Karlsruhe West – Maximiliansau – Wörth (Rhein) – Jockgrim – Rheinzabern – Rülzheim – Bellheim – Germersheim              | 60 min               |
| S52   | Karlsruhe Albtalbahnhof – Europaplatz (Karlstraße) – Yorckstraße – Entenfang – Knielingen – Wörth (Rhein) – Jockgrim – Rheinzabern – Rülzheim – Bellheim – Germersheim     | 60 min               |